# Open Your Eyes (film fra 1919)
Open Your Eyes er en amerikansk stumfilm fra 1919 af Gilbert P. Hamilton.

## Medvirkende
- Faire Binney som Kitty Walton
- Mrs. Joupert
- Jack Hopkins som Mr. Walton
- Halbert Brown som Bennett
- Eddie Beryll som Eddie Samson